# Delight (EP)
Delight è il secondo EP del cantante sudcoreano Baekhyun, pubblicato nel 2020.

## Tracce
1. Candy – 3:48
2. R U Ridin'? – 2:55
3. Bungee – 3:27
4. Underwater – 3:20
5. Poppin' – 3:29
6. Ghost – 3:25
7. Love Again – 3:26

## Premi
- Circle Chart Music Award
  - 2020: "Album of the Year - 2nd Quarter"